# Federació Europea de Periodistes
La Federació Europea de Periodistes és una branca de la Federació Internacional de Periodistes. És la major organització de periodistes a Europa i representa prop de 320.000 periodistes de 40 països. Té la seu a Brussel·les. Es va crear el 1994 en el marc de la constitució de la Federació Internacional de Periodistes per representar els interessos dels sindicats i associacions de periodistes europeus.
Coordina les activitats dels sindicats afiliats a la Federació Internacional de Periodistes a Europa amb un enfocament en el desenvolupament i la promoció dels interessos comuns en l'àmbit de la política social, econòmica, cultural i mitjans de comunicació. Vol protegir i defensar la llibertat d'expressió i d'informació, així com els drets humans dels periodistes i :lluitar «pels drets socials i professionals dels periodistes que treballen en tots els sectors dels mitjans de comunicació».
És reconeguda per la Unió Europea, el Consell d'Europa i la Confederació Europea de Sindicats com a representant de la veu dels periodistes a Europa.